# Campeonato Paraibano de Futebol de 2025 - Segunda Divisão
O Campeonato Paraibano de Futebol de 2025 da Segunda Divisão será a 40 ª edição do torneio de futebol equivalente ao segundo nível na pirâmide do futebol do estado da Paraíba, cuja organização e realização caberá à Federação Paraibana de Futebol (FPF). O Conselho Técnico da competição foi realizado em 4 de junho de 2025, juntamente com a FPF e representantes dos clubes participantes, no qual foi definido o formato de disputa, a tabela e as datas da competição, devendo ela ocorrer entre 23 de agosto e 11 de outubro de 2025, num total de 13 datas.
O campeonato contará com a participação de dez clubes, dos quais, o campeão e o vice serão promovidos à Primeira Divisão de 2026, enquanto que os dois últimos colocados da fase inicial serão rebaixados à Terceira Divisão estadual. O atual campeão do torneio é o Auto Esporte-PB, que venceu a temporada de 2024, contudo não disputará o campeonato por ter sido promovido à Primeira Divisão de 2025, outro clube que não participará será o CSP, que desistiu da participação na Primeirona de 2025, sendo automaticamente rebaixado, mas posteriormente a sua vaga na Segunda Divisão foi ocupada pelo Sabugy, que concluiu a Terceira Divisão de 2024 na 3.ª posição e acabou herdando a vaga que seria do clube pessoense.

## Regulamento
O Conselho Arbitral da competição foi realizado em 4 de junho de 2025, contando com participação de representantes da FPF e dos dez clubes participantes, onde foram definidos o formato de disputa, tabela e datas da competição, num regulamento semelhante aos anos anteriores em que o certame foi disputado em quatro fases: primeira fase (fase classificatória), quartas de final, semifinal e final. Na primeira fase, os dez clubes jogam entre si em partida de ida (turno único), ao final da fase, os dois últimos posicionados na primeira fase serão rebaixados para a Segunda Divisão de 2026, enquanto que os dois mais bem colocados avançam direto para a semifinal, com o 3.º, 4.º, 5.º e 6.º colocados disputando as últimas vagas para a fase seguinte, cujos confrontos serão definidos por cruzamento olímpico (3 ° x 6 ° e o 4 ° x 5 °), onde as equipes jogarão um jogo único com a vantagem do mando de jogo para a equipe de melhor campanha, em que as melhores equipes dos confrontos realizados avançarão para a fase semifinal.
A fase semifinal terá confrontos definidos por cruzamento olímpico (1.º–4.º e 2.º–3.º), em jogos de ida e volta com o mando de campo da segunda partida para os dois melhores colocados da primeira fase, os vencedores dos confrontos decidirão a final do torneio. Na fase final, as equipes vencedoras dos confrontos das semifinais se enfrentarão em jogo único com mando de campo para a equipe de melhor campanha somando todas as fases (exceto a segunda fase), em caso de empate a decisão do título será através de cobranças de pênaltis.

### Critérios de classificação
Na primeira fase, o principal critério de classificação utilizado para apontar a posição dos clubes na tabela é a pontuação total obtida com as partidas, mas caso dois ou mais clubes empatem na pontuação total, a posição deles será conhecida observando a ordem dos seguintes critérios:
1. Maior número de vitórias;
2. Maior saldo de gols;
3. Maior número de gols pró;
4. Menor número de cartões vermelhos recebidos;
5. Menor número de cartões amarelos recebidos;
6. Sorteio.

A pontuação obtida nas duas partidas de cada uma das fases de mata-mata (quartas de final, semifinal e final), permanecerá como principal critério de classificação, com o saldo de gols registrado nesses jogos passando a ser o primeiro critério de desempate e a cobrança de pênaltis colocando-se como o critério final para definir o vencedor do confronto.

## Equipes participantes
Dez equipes participarão do torneio, sendo os cinco provenientes da temporada anterior da segunda divisão, juntamente com os três promovidos da Terceira Divisão de 2024 e os dois rebaixados da Primeira Divisão de 2024, que foram o Atlético Cajazeirense e o São Paulo Crystal. O CSP (Centro Sportivo Paraibano) desistiu de participar da Primeira Divisão em 2025, alegando dificuldade financeira após a saída do principal acionista da Sociedade Anônima do Futebol (SAF) do clube e posterior pedido de licenciamento das disputas de futebol profissional, com sua vaga acabou sendo ocupada pelo quarto colocado da Segundona 2024, que foi o Picuiense, abrindo uma vaga extra na Segundona de 2025, que será ocupada pelo Sabugy.
| Equipe                | Cidade      | Estádio         | Cap.   |
| --------------------- | ----------- | --------------- | ------ |
| Atlético Cajazeirense | Cajazeiras  | Perpetão        | 10 000 |
| Confiança             | Sapé        | Toca do Papão   | 1 000  |
| Cruzeiro              | Itaporanga  | Zezão           | 3 000  |
| Desportiva Guarabira  | Guarabira   | Sílvio Porto    | 1 540  |
| Miramar               | Cabedelo    | Almeidão        | 20 000 |
| Queimadense           | Queimadas   | Saulo Ernesto   | 1 000  |
| Sabugy                | Santa Luzia | José Cavalcanti | 8 000  |
| São Paulo Crystal     | Alagoa Nova | Amigão          | 20 000 |
| Socremo Serrano       | Monteiro    | Feitosão        | 4 000  |
| Spartax               | João Pessoa | Almeidão        | 20 000 |

## Primeira Fase
| Pos | Equipe                | Pts | J | V | E | D | GP | GC | SG | Classificação ou rebaixamento |
| --- | --------------------- | --- | - | - | - | - | -- | -- | -- | ----------------------------- |
| -   | Atlético Cajazeirense | 0   | 0 | 0 | 0 | 0 | 0  | 0  | 0  | Semifinal                     |
| -   | Confiança-PB          | 0   | 0 | 0 | 0 | 0 | 0  | 0  | 0  | Semifinal                     |
| -   | Cruzeiro-PB           | 0   | 0 | 0 | 0 | 0 | 0  | 0  | 0  | Quartas de final              |
| -   | Desportiva Guarabira  | 0   | 0 | 0 | 0 | 0 | 0  | 0  | 0  | Quartas de final              |
| -   | Miramar               | 0   | 0 | 0 | 0 | 0 | 0  | 0  | 0  | Quartas de final              |
| -   | Queimadense           | 0   | 0 | 0 | 0 | 0 | 0  | 0  | 0  | Quartas de final              |
| -   | Sabugy                | 0   | 0 | 0 | 0 | 0 | 0  | 0  | 0  |                               |
| -   | São Paulo Crystal     | 0   | 0 | 0 | 0 | 0 | 0  | 0  | 0  |                               |
| -   | Socremo Serrano       | 0   | 0 | 0 | 0 | 0 | 0  | 0  | 0  | Rebaixamento à 3.ª Divisão    |
| -   | Spartax               | 0   | 0 | 0 | 0 | 0 | 0  | 0  | 0  | Rebaixamento à 3.ª Divisão    |

### Partidas
A tabela simples dos confrontos dos clubes na primeira fase foi definida por meio de sorteio e divulgada pela Federação Paraibana de Futebol em 9 de julho, já em 12 de agosto, a FPF divulgou uma segunda tabela, mais detalhada, contendo local, dia e horário das partidas da primeira fase.
Primeira rodada
| 23 de agosto | 16:00 | São Paulo Crystal | – | Confiança-PB | Amigão, Campina Grande |

| 24 de agosto | 16:00 | Serrano-PB | – | Cruzeiro-PB | Feitosão, Monteiro |

| 24 de agosto | 16:00 | Sabugy | – | Atlético Cajazeirense | José Cavalcanti, Patos |

| 24 de agosto | 16:00 | Desportiva Guarabira | – | Queimadense | Sílvio Porto, Guarabira |

| 25 de agosto | 15:00 | Spartax | – | Miramar | Almeidão, João Pessoa |

Segunda rodada
| 27 de agosto | 19:00 | Sabugy | – | Serrano-PB | José Cavalcanti, Patos |

| 27 de agosto | 20:00 | São Paulo Crystal | – | Queimadense | Amigão, Campina Grande |

| 28 de agosto | 15:00 | Confiança-PB | – | Spartax | Toca do Papão, Sapé |

| 28 de agosto | 15:00 | Miramar | – | Cruzeiro-PB | Almeidão, João Pessoa |

| 28 de agosto | 20:00 | Atlético Cajazeirense | – | Desportiva Guarabira | Perpetão, Cajazeiras |

Terceira rodada
| 31 de agosto | 15:00 | Queimadense | – | Spartax | Saulo Ernesto, Queimadas |

| 31 de agosto | 16:00 | Desportiva Guarabira | – | São Paulo Crystal | Sílvio Porto, Guarabira |

| 31 de agosto | 16:00 | Serrano-PB | – | Confiança-PB | Feitosão, Monteiro |

| 31 de agosto | 16:00 | Cruzeiro-PB | – | Sabugy | Zezão, Itaporanga |

| 1 de setembro | 15:00 | Spartax | – | Atlético Cajazeirense | Almeidão, João Pessoa |

Quarta rodada
| 3 de setembro | 15:00 | Queimadense | – | Serrano-PB | Saulo Ernesto, Queimadas |

| 3 de setembro | 15:00 | Miramar | – | Sabugy | Almeidão, João Pessoa |

| 3 de setembro | 20:00 | Cruzeiro-PB | – | São Paulo Crystal | Zezão, Itaporanga |

| 4 de setembro | 15:00 | Confiança-PB | – | Atlético Cajazeirense | Toca do Papão, Sapé |

| 4 de setembro | 20:00 | Desportiva Guarabira | – | Spartax | Sílvio Porto, Guarabira |

Quinta rodada
| 6 de setembro | 16:00 | São Paulo Crystal | – | Miramar | Amigão, Campina Grande |

| 7 de setembro | 16:00 | Serrano-PB | – | Desportiva Guarabira | Feitosão, Monteiro |

| 7 de setembro | 16:00 | Atlético Cajazeirense | – | Cruzeiro-PB | Perpetão, Cajazeiras |

| 7 de setembro | 17:00 | Sabugy | – | Confiança-PB | José Cavalcanti, Patos |

| 8 de setembro | 15:00 | Spartax | – | Queimadense | Almeidão, João Pessoa |

Sexta rodada
| 10 de setembro | 15:00 | Miramar | – | Desportiva Guarabira | Almeidão, João Pessoa |

| 10 de setembro | 19:00 | Sabugy | – | São Paulo Crystal | José Cavalcanti, Patos |

| 11 de setembro | 15:00 | Queimadense | – | Confiança-PB | Saulo Ernesto, Queimadas |

| 11 de setembro | 20:00 | Cruzeiro-PB | – | Spartax | Zezão, Itaporanga |

| 11 de setembro | 20:00 | Serrano-PB | – | Atlético Cajazeirense | Feitosão, Monteiro |

Sétima rodada
| 14 de setembro | 15:00 | Spartax | – | São Paulo Crystal | Almeidão, João Pessoa |

| 14 de setembro | 15:00 | Confiança-PB | – | Cruzeiro-PB | Toca do Papão, Sapé |

| 14 de setembro | 16:00 | Atlético Cajazeirense | – | Queimadense | Perpetão, Cajazeiras |

| 14 de setembro | 16:00 | Desportiva Guarabira | – | Sabugy | Sílvio Porto, Guarabira |

| 15 de setembro | 15:00 | Miramar | – | Serrano-PB | Almeidão, João Pessoa |

Oitava rodada
| 17 de setembro | 15:00 | Spartax | – | Sabugy | Almeidão, João Pessoa |

| 17 de setembro | 20:00 | Desportiva Guarabira | – | Confiança-PB | Sílvio Porto, Guarabira |

| 18 de setembro | 15:00 | Queimadense | – | Cruzeiro-PB | Saulo Ernesto, Queimadas |

| 18 de setembro | 20:00 | São Paulo Crystal | – | Serrano-PB | Amigão, Campina Grande |

| 18 de setembro | 20:00 | Atlético Cajazeirense | – | Miramar | Perpetão, Cajazeiras |

Nona rodada
| 21 de setembro | 15:00 | Confiança-PB | – | Miramar | Toca do Papão, Sapé |

| 21 de setembro | 15:00 | Serrano-PB | – | Spartax | Feitosão, Monteiro |

| 21 de setembro | 15:00 | Sabugy | – | Queimadense | José Cavalcanti, Patos |

| 21 de setembro | 15:00 | Cruzeiro-PB | – | Desportiva Guarabira | Zezão, Itaporanga |

| 21 de setembro | 15:00 | São Paulo Crystal | – | Atlético Cajazeirense | Amigão, Campina Grande |